# Місячний постріл (фільм, 2022)
«Місячний постріл» (Moonshot) — американська науково-фантастична романтична комедія 2022 року режисера Крістофера Вінтербауера за сценарієм Макса Такса.

## Про фільм
Два студенти коледжу об'єднують зусилля, щоб возз'єднатися зі своїми близькими людьми, вирушаючи в напружену подорож, яка різко збиває їх із курсу. Під час подорожі на Марс Воль і Софі зближуються.
Після пригод із поліцією вони покидають Марс і прямують на Землю.

## Знімались
| Актор            | Роль      |
| ---------------- | --------- |
| Коул Спроус      | Волт      |
| Лана Кондор      | Софі      |
| Мейсон Гудінг    | Келвін    |
| Крістін Адамс    | Джан      |
| Емілі Радд       | Джинні    |
| Мішель Буто      | Тартер    |
| Кемерон Еспозіто | Теббі     |
| Зак Брафф        | Леон Кові |